# Pilea submissa
Pilea submissa är en nässelväxtart som beskrevs av Hugh Algernon Weddell. Pilea submissa ingår i släktet pileor, och familjen nässelväxter. Inga underarter finns listade i Catalogue of Life.